# 음악에게 길을 묻다
김필원의 음악에게 길을 묻다는 한국교통방송에서 매일 새벽 2시부터 4시까지 방송 되는 라디오 프로그램이다.

## 프로그램 소개
- 잠 못드는 밤, 여러분의 친구가 되어 드릴게요 좋은 음악이 있어, 따뜻한 이야기 있어, 소중한 여러분이 있어 늘 힘이나는 시간! 오늘도 음악에게 길을 물어봅니다

## 진행자
- 김필원 (한국교통방송 아나운서)

## 코너
- 이것을 묻다
- 새벽과 밤을 잇는, 갈이에서!